# Horný Hričov
Horný Hričov es un municipio del distrito de Žilina en la región de Žilina, Eslovaquia, con una población estimada a final del año 2024 de 884 habitantes.
Se encuentra ubicado al oeste de la región, cerca del curso alto del río Váh (cuenca hidrográfica del Danubio) y de la frontera con la región de Trenčín.

## Demografía
| Año        | 1994 | 2004     | 2014    | 2024     |
| ---------- | ---- | -------- | ------- | -------- |
| Población  | 706  | 780      | 803     | 884      |
| Diferencia |      | +10,48 % | +2,94 % | +10,08 % |

| Año        | 2023 | 2024    |
| ---------- | ---- | ------- |
| Población  | 874  | 884     |
| Diferencia |      | +1,14 % |